# Kryłatskoje (przystanek kolejowy)
Kryłatskoje (ros. Крылатское) – przystanek kolejowy w pobliżu miejscowości Tałdykuduk, w rejonie Abaj, w obwodzie karagandyjskim, w Kazachstanie. Położony jest na linii Astana – Szu, na trasie Nowego Jedwabnego Szlaku.